# Habermehltoppen
Habermehltoppen är en bergstopp i Antarktis. Den ligger i Östantarktis. Norge gör anspråk på området. Toppen på Habermehltoppen är 2 945 meter över havet, eller 1 095 meter över den omgivande terrängen. Bredden vid basen är 12,5 km.
Terrängen runt Habermehltoppen är varierad.  Trakten är obefolkad. Det finns inga samhällen i närheten. 